# Distribució secant hiperbòlica

La funció pdf de la distribució secant hiperbòlica.

En teoria i estadística de probabilitats, la distribució secant hiperbòlica és una distribució de probabilitat contínua la funció de densitat de probabilitat i funció característica de la qual, són proporcionals a la funció secant hiperbòlica. La funció secant hiperbòlica és equivalent al cosinus hiperbòlic recíproc i, per tant, aquesta distribució també s'anomena distribució de cosh inversa.

La funció CDF de la distribució secant hiperbòlica.

La generalització de la distribució dona lloc a la distribució de Meixner, també coneguda com a secant hiperbòlica generalitzada de la família exponencial natural o distribució NEF-GHS.
Una variable aleatòria segueix una distribució secant hiperbòlica si la seva funció de densitat de probabilitat (pdf) es pot relacionar amb la següent forma estàndard de funció de densitat mitjançant una transformació de localització i desplaçament:
{\displaystyle f(x)={\frac {1}{2}}\;\operatorname {sech} \!\left({\frac {\pi }{2}}\,x\right)\!,}
on "sech" denota la funció secant hiperbòlica. La funció de distribució acumulada (cdf) de la distribució estàndard és una versió escalada i desplaçada de la funció Gudermanniana,
{\displaystyle F(x)={\frac {1}{2}}+{\frac {1}{\pi }}\arctan \!\left[\operatorname {sinh} \!\left({\frac {\pi }{2}}\,x\right)\right]\!,}
{\displaystyle ={\frac {2}{\pi }}\arctan \!\left[\exp \left({\frac {\pi }{2}}\,x\right)\right]\!.}

on "arctan" és la funció tangent inversa (circular).
La distribució secant hiperbòlica comparteix moltes propietats amb la distribució normal estàndard: és simètrica amb variància unitària i mitjana zero, mediana i moda, i el seu pdf és proporcional a la seva funció característica. Tanmateix, la distribució secant hiperbòlica és leptocúrtica; és a dir, té un pic més agut prop de la seva mitjana, i cues més pesades, en comparació amb la distribució normal estàndard.